# هکتور گرمان اوسترلد
هکتور گرمان اوسترلد (انگلیسی: Héctor Germán Oesterheld; ۲۳ ژوئیهٔ ۱۹۱۹ – 1977 (age 58)) روزنامه‌نگار، فیلم‌نامه‌نویس، و نویسنده اهل آرژانتین بود.